# Симеон Алексиев
Симеон Алексиев е български актьор.

## Биография
Роден е на 1 март 1952 г. През 1979 г. завършва ВИТИЗ „Кръстьо Сарафов“ в класа на проф. Елка Михайлова. Започва да играе на сцената на Пловдивския театър. Сред по-значимите му роли са:
- Жадов в „Доходно място“, режисьор Николай Ламбрев
- Лупахин във „Вишнева градина“, режисьор Любиша Георгиевски
- Анастасий във „Сън“, режисьор Симеон Димитров
- Димитър Общи в „Тайната вечеря на Дякона Левски“, режисьор Асен Шопов
- Оберон в „Сън в лятна нощ“, режисьор Петър Кауков
- Филоктет във „Филоктет“, режисьор Борислав Чакринов
- Сценарист в „Истанбулска история“, режисьор Пламен Панев
- Витанов в „Когато гръм удари“, режисьор Стайко Мурджев

## Телевизионен театър
- „Равна на четири Франции“ (1986) (Александър Мишарин)

## Филмография
- Денят на бащата (6-сер. тв, 2019) – съдията
- Кантора Митрани (12-сер. тв, 2012) – Николай Симеонов (в 1 серия: XII)
- Гераците (2008)
- Бунтът на L. (2006)
- Патриархат (7-сер. тв, 2005) – (в серия: III)
- Принцът и просякът (2005) – Бодигард I
- Печалбата (2001) – член на „Скрита камера“
- Ти, който си на небето (1990)
- Вчера (1988)
- Защитете дребните животни (1988) – младежът от бара
- Място под слънцето (1986)
- Фокстрот (1986)
- Не знам, не чух, не видях (тв, 1984) – Христо, брат на Атанас Добрев
- Подарък в полунощ (2-сер. тв, 1984) – (в 1 серия: II) - служител в МВР
- Почти ревизия (4-сер. тв, 1982) – Боян
- Руският консул (2-сер. тв, 1981) – наемник
- Служебно положение ординарец (тв, 1978)